# Varga Oszkár (szobrász)
Varga Oszkár, 1906-ig Weisz (Újpest, 1888. február 2. – Budapest, 1955. november 30.) szobrász.

## Életútja
Varga Jónás (Weisz Lipót) cipészmester és Stabler Mária Márta fia. Az Iparművészeti Iskolában tanult 1905 és 1910 között, ahol Mátrai Lajos tanítványa volt. Ezután 1910-től 1914-ig a brüsszeli akadémián Dubois és Rousseau tanította, majd Beck Ö. Fülöp és Strobl Alajos mesteriskolájába járt. 1918-tól a magyar fővárosban dolgozott, 1921-ben Bécsben rendezett képeiből gyűjteményes kiállítást a Belvederében. 1926-ban a Gellért fürdő számára elkészítette kettős alakja, de a Puskin mozi előcsarnokának kútfigurái, valamint a Dagály utcai strandon levő Fésülködő is az ő munkája. Ezen felül a Kerepesi temetőben számtalan síremléket mintázott. Herczeg Klárával közösen készítette a Kosárlabdázók című szoborcsoportot, amely a Népstadion előtt áll. Törzstagja volt a Képzőművészek Új Társaságának (KUT). Felesége Papp Klotild volt.